# Русско-малороссійскій словарь
«Ру́сско-малороссі́йскій слова́рь» — двотомний російсько-український словник, надрукований у Києві протягом 1897—1899 року Євгеном Тимченком.

## Сутність
У передмові до словника автор каже, що не мав наміру подати повний російсько-український словник. У російській частині подано тільки слів, загальновживаних у російській літературній мові, а подробиці ж наукової термінології, вислови обласні та архаїзми пропущено. Кожне російське слово перекладено одним або декількома українськими словами, усюди позначено наголос, але без наведення ілюстративних речень і посилань на джерело, окрім хіба що маловідомих український слів. Вряди-годи позначено ще й місцевість, як-от: «счетчик, m. лічи́льник. Харьк. губ.». До термінологічної та виробничої лексики подано вказівок на те, у якій саме науці чи виробництві вживано.
| Російський переклад | Словник                                                     | Словник                          | Словник                                                                      |
| Російський переклад | Тимченка                                                    | М. Уманця й А. Спілки            | АН 1948                                                                      |
| ------------------- | ----------------------------------------------------------- | -------------------------------- | ---------------------------------------------------------------------------- |
| Водовоз             | m. вози́вода                                                 | водово́з, вози́вода                | водово́з                                                                      |
| Водолаз             | m. норе́ць                                                   | водола́з, норе́ць                  | водола́з                                                                      |
| Гражданин           | m. обива́тель, громадя́нин                                    | горожа́нин, -ка; громадя́нин, -ка  | громадя́нин                                                                   |
| Разлитие            | n. розли́ва, ви́лив                                           | розлиття́, розлива́ння             | розлиття́                                                                     |
| Самодур             | m. своеу́м                                                   | самово́лець, бісну́ватий           | самоду́р, -ра                                                                 |
| Самообладание       | n. прито́мність, у́мислу, повстри́мність                       | самовладання                     | самовладання                                                                 |
| Тамошний            | adj. тамте́шній, тукрайо́вий                                  | та́мошній, тамте́йший, тамте́шній   | разг. тамте́шній                                                              |
| Толщина             | f. грубі́нь, грубі́сть, товсті́нь                              | то́вща, товщина́, товщиня́, товщі́нь | товщина́, (разг. — еще) грубина́                                               |
| Узаконение          | n. упра́внення, устано́ва, постано́ва, ухва́ла; (уста́ва), пра́во | 1. узако́нення, 2. зако́н, пра́во   | 1. действие узако́нення; (неоконч. — еще) узако́нювання; 2. (закон) зако́н, -ну |
| Хладнокровие        | n. зимнокро́вність                                           | байду́жість                       | холоднокро́вність; спо́кій; байду́жість                                         |

## Критика

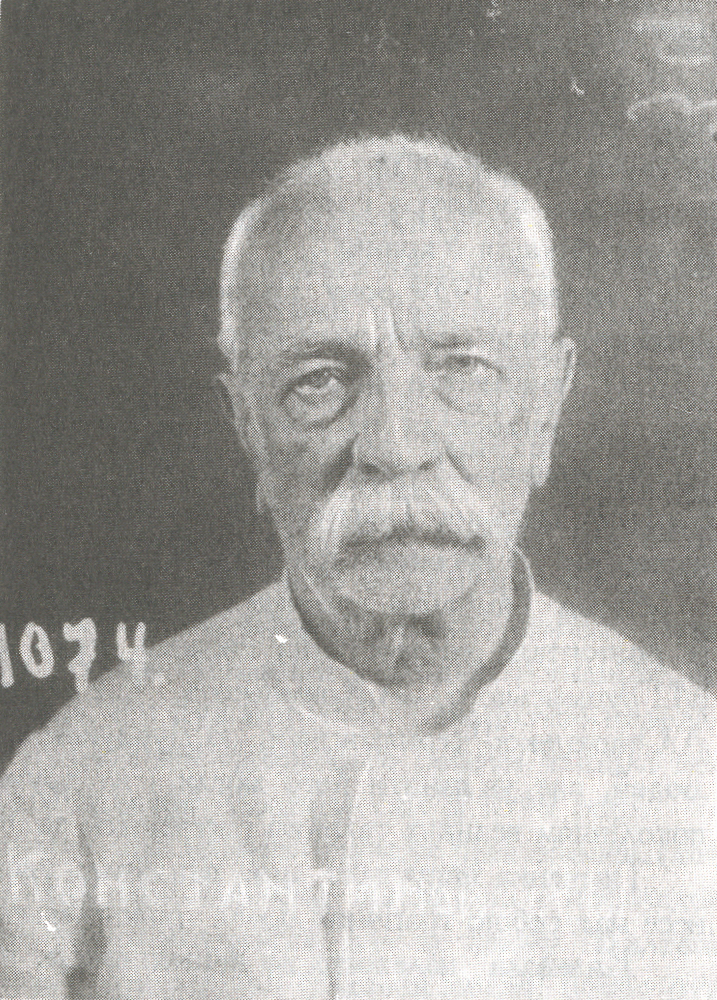
Євген Тимченко після арешту НКВС.

За словами Б. Д. Грінченка, головними хибами є:
1. бідність матеріалу (нема Г. Квітки, П. Гулака-Артемовського, Макаровського, Гребінки, Руданського, Левицького, П. Мирного), із Чубинського нема 7 тому, місцевих словників теж нема;
2. самовільно повикидано з російської абетки не подробиці наукової термінології, слів місцевих або архаїчних, але й загальновживаних російських (наприклад, немає слів: водохранилиище, древонасаждение, зарубежье, заутра);
3. переклади окремих слів часто неякісні (як-от: водружение — зведення), фразеологія досить бідна;
4. багато недоладних неологізмів, бозна-звідки взятих: воздухоплаватель — літач, маловременность — недовгочасність, малосочность — мала сочність, обличитель — виявляч, относительность — поглядність, разборчивость — читальність;
5. при укладанні словника майже не показано джерел.

Радянський мовознавець Петро Горецький, зазначав, що даний словник є малоцінної працею через відсутність прикладів і наявність полонізованих і вигаданих слів. На думку Горецького, Тимченко не виконав своєї обіцянки — не використовувати провінціалізмів. Орієнтація упорядника на вузькодіалектну лексику, зумовлену шкідливою націоналістичною тенденцією показати лексичну відмінність української від російської, знизила наукову вартість словника.